# Station Nowy Las
Station Nowy Las is een spoorwegstation in de Poolse plaats Nowy Las.